# قارب الحب
قارب الحب (بالإنجليزية: The Love Boat)‏ هو مسلسل كوميدي تم إنتاجه في الولايات المتحدة. بدأ عرضه في سنة 1977 على هيئة الإذاعة الأمريكية. بلغ عدد مواسم المسلسل 9 مواسم، بلغ عدد حلقاته 250 حلقة، وتبلغ مدة الحلقة الواحدة 52 دقيقة. تم بث المسلسل لأول مرة بتاريخ 5 مايو 1977 بينما تم بث آخر حلقة منه بتاريخ 24 مايو 1986 بعد أن استمر لقرابة 9 أعوام. من بطولة غافن ماكلويد، بيرني كوبيل وفريد غراندي.

## روابط خارجية
- قارب الحب على موقع IMDb (الإنجليزية)
- قارب الحب على موقع ميتاكريتيك (الإنجليزية)
- قارب الحب على موقع الموسوعة البريطانية (الإنجليزية)
- قارب الحب على موقع روتن توميتوز (الإنجليزية)
- قارب الحب على موقع كينوبويسك (الروسية)
- قارب الحب على موقع ألو سيني (الفرنسية)
- قارب الحب على موقع قاعدة بيانات الفيلم (الإنجليزية)